# Phloeomys
Phloeomys é um género de roedor da família Muridae.

## Espécies
- Phloeomys cumingi (Waterhouse, 1839)
- Phloeomys pallidus Nehring, 1890